# Tramway de Mülheim an der Ruhr
Le tramway de Mülheim an der Ruhr est un réseau de tramway qui dessert la ville allemande de Mülheim.

## Réseau actuel

### Aperçu actuel
Le 18 décembre 2013, le Conseil municipal a décidé de restructurer le réseau. Le tronçon Hauptfriedhof - Flughafen est définitivement supprimé, certaines lignes sont modifiées, et les fréquences sont revues.

### Matériel roulant
Fin 2013, dix rames Bombardier Flexity Classic  de 30 mètres de long pour 2,3 m de large sont commandés.
Une option pour cinq rames supplémentaires parvient par la suite au constructeur. La mise en service des six premières rames a lieu en août 2015.